# Hausen (miniserie televisiva)
Hausen è una miniserie televisiva tedesca per Sky Deutschland dalla società di produzione Lago Film e diretta da Thomas Stuber. La miniserie vede protagonisti Charly Hübner, Tristan Göbel e Alexander Scheer in un vecchio edificio infestato da creature maligne. È stata trasmessa dal 29 ottobre al 22 novembre 2020 su Sky Atlantic. In Italia è andata in onda su Sky Atlantic dal 20 febbraio al 13 marzo 2021.

## Trama
Dopo la morte della madre, Juri ed il padre Jaschek si trasferiscono in un nuovo condominio. Il padre sarà il nuovo manutentore mentre Juri frequenterà la scuola. Il condominio però cela oscuri segreti.

## Puntate
| nº | Titolo originale | Titolo italiano      | Prima TV Germania | Prima TV Italia  |
| -- | ---------------- | -------------------- | ----------------- | ---------------- |
| 1  | Der Block        | Il condominio        | 29 ottobre 2020   | 20 febbraio 2021 |
| 2  | Hausregeln       | Le regole della casa | 29 ottobre 2020   | 20 febbraio 2021 |
| 3  | Hunde und Katzen | Cani e gatti         | 5 novembre 2020   | 27 febbraio 2021 |
| 4  | Verlorene Söhne  | Figli perduti        | 5 novembre 2020   | 27 febbraio 2021 |
| 5  | Echos            | Echi                 | 12 novembre 2020  | 6 marzo 2021     |
| 6  | Blinde Flecken   | Punti ciechi         | 12 novembre 2020  | 6 marzo 2021     |
| 7  | Menetekel        | Mene Tekel           | 19 novembre 2020  | 13 marzo 2021    |
| 8  | Juris Reise      | Il viaggio di Juri   | 19 novembre 2020  | 13 marzo 2021    |

### Il condominio

#### Trama
Dopo la morte di sua madre, Juri e suo padre Jaschek vanno a vivere in un condominio tetro e disastrato, ove succedono cose strane. Ad esempio, nell'appartamento di Cleo, inquilina del settimo piano, i termosifoni non funzionano a causa di un liquido nero che blocca i tubi della caldaia. Jaschek, manutentore del condominio, si reca da lei per riparare i termosifoni e raccoglie una ciotola piena del liquido per capirne qualcosa di più in seguito. Juri invece riceve uno strano dono da un senzatetto, uno strano oggetto esagonale, e si raccomanda a costui di non rivelare niente al padre. In seguito scopre che il collettore dei rifiuti viene utilizzato per far passar soldi in cambio di qualcos'altro. In serata, Juri e suo padre ricevono una nuova visita da parte di Cleo, che disperata, non trova più suo marito Scherbe e suo figlio, una volta tornata dal lavoro.

### Le regole dalla casa

#### Trama
Scherbe chiede aiuto a Juri, ma il suo bimbo non si trova da nessuna parte, neanche nel cassonetto. La polizia si mette a cercare il piccolo, ma nel collettore dei rifiuti non c’è niente, a parte una strana macchia nera sulla parete. Intanto Cleo non trova il suo messaggio in segreteria, e pensa che il suo compagno, sotto effetto di qualche sostanza, l’abbia cancellato. Lui nega di essersi fatto, nonostante abbia su di sé della roba: eppure non ricorda come ne è entrato in possesso. Anche Jaschek si mette all'opera analizzando la planimetria del condomino, un vero e proprio labirinto. Chleo e Scherbe sentono da lontano i pianti del bimbo e insieme al neo manutentore del condominio, cercano di scoprirne la provenienza per poter recuperare loro figlio. Anche Juri sente dei pianti, una volta tornato a casa di ritorno da scuola. Insieme a Dennis, un bambino conosciuto all'interno dell'edificio, prende un bicchiere per poggiarvi l'orecchio e lo posiziona sul muro per poter capire meglio l'origine dei pianti uditi. Questi vanno oltre un cancello chiuso e Juri prende di nascosto dal padre le chiavi dell'edificio, per oltrepassarlo e proseguire le ricerche. Dennis si rifiuta di accompagnarlo oltre il cancello. Li Juri scopre una strana parete melmosa, vi mette un braccio dentro e vi resta bloccato. Riesce a liberarsi, ma quando chiama il padre per riferire quanto gli è successo, il muro non è più come Juri lo ricordava, ma un normalissimo blocco di mattoni e cemento. Mentre Cleo chiede ospitalità a Juri e Jaschek, Dennis obbedisce al richiamo della voce che lo chiama da dietro una grata. La voce dice che non gli farà del male, ma quando il ragazzino appoggia le mani al metallo, questo diventa incandescente.

### Cani e gatti

#### Trama
Bjorn e altri inquilini gli danno la caccia, all'enorme alano apparso nel precedente episodio, ma a trovarlo e Ninja, che decide di tenerlo con sé. Intanto l’inquietante Kater raccoglie la melma nera dentro alcune bottigliette, e poi si inginocchia di fronte alla parete pulsante. Tra lui e quel posto, c’è una connessione. Juri si risveglia dopo aver sognato la madre con il regalo donatogli dal senzatetto Kater e cerca di sbarazzarsene. Cleo va a vivere con lui ed il padre abbandonando il marito, promettendo di tornare solo in caso di ritrovamento del figlio. Scherbe, posseduto in pieno da sostanze stupefacenti, viene soccorso esanime dalla vicina di casa. Juri scopre il laboratorio della droga al sesto piano del condominio mentre cerca ancora di liberarsi del dono di Kater. A scovarlo, Ninja, i suoi soci ed il cane. Ninja ordina ai suoi amici di risparmiarlo per aver fatto in precedenza la sua parte, ossia duplicare l'intero mazzo di chiavi del condominio per loro, e gli mostra l'intero svolgimento del traffico di droga all'interno del macabro condominio. Intanto Jaschek mette a posto dei neon difettosi e chiama la compagnia assicurativa. Scopriamo infatti che sua moglie è morta a causa di un incendio che ha distrutto la loro casa. Riceve poi la visita dell’assicuratore, ma questi gli fa capire che c’è qualcosa di molto strano nel modo in cui è avvenuto l’incidente in quanto l'allarme anti incendio, sviluppato da egli stesso, era spento. Poi prova a ricattarlo: se vuole che firmi la pratica per lo sblocco dei soldi dovrà dargliene la metà. Ancora intenzionato a disfarsi del dono del senzatetto, Juri perde l'enorme alano che torna al suo legittimo proprietario, per poi riprenderselo. La rabbia di Jaschek nei confronti dell'assicuratore vien manifestata attraverso l'enorme liquido nero che fuoriesce dalle pareti. L'uomo, spaventato se ne va e nella corsa, si perde nel labirinto. Incontra Kater preso in una delle sue pazze risate, e poco alla volta nota il pavimento sotto i suoi piedi muoversi, per poi inghiottirlo. Dennis si intrufola dentro il forno nel quale sente la strana voce echeggiare nella sua testa e vi trova all'interno un cunicolo infinito.

### Figli perduti

#### Trama
Cacciato di casa dal padre, Juri si ferma a dormire nel laboratorio di Ninja. I due parlano dell’occhio disegnato sulla parete: anche l’ultimo arrivato lo vede, nei suoi incubi. Poi Ninja va a rifornirsi di nuova droga da Kater chiedendogli cosa gli serviranno i soldi guadagnati con essa, senza riceverne risposta. Jaschek riceve una segnalazione da un’inquilina anziana, la signora Ingrid, che ha una forte tosse. Dall'appartamento della Signora Loeber, che è pure quella di Dennis, arriva una puzza spaventosa, e il motivo è presto detto: il cadavere della donna è in putrefazione sul letto, con la testa quasi inglobata nella macchia nera della parete contro cui poggia la testiera. In seguito chiama due poliziotti della scientifica che portano via il cadavere della vittima per poterlo analizzare. Juri intanto aiuta Ninja e gli altri a preparare le dosi che di lì a poco verranno consegnate col solito metodo. Loan medita insieme ad Andrej, il suo insegnante di scacchi ed amante, di fuggire insieme con i soldi che il padre tiene nascosti nella cassaforte del suo emporio. Andrej però non è convinto della proposta. Tra i soci in affari di Ninka c'è scontento: non vedono di buon occhio Juri, nuovo arrivato del giro, che prende quanto loro ed è appena agli inizi. Uno di loro viene poi avvicinato da Jaschek. Il manutentore raccomanda questi di riportargli suo figlio a casa, se non vogliono vedersela con lui. Kater fuoriesce dallo stesso forno in cui è entrato tempo prima Dennis e osserva uno strano buco aprirsi nella parete, come se fosse una galassia. Disperata per la scomparsa di suo figlio, Cleo chiede aiuto ad un'indovina per poterlo ritrovare. Rimasto bloccato in ascensore, Jaschek prova a uscire dalla botola sul soffitto, ma prende la scossa, cade e batte la testa. Mentre è a terra viene preso dall'angoscia e dallo sconforto, e intanto una macchia scusa si fa largo sulla parete. Nell'appartamento della Signora Loeber arrivano due ladri, due sciacalli che sperano di trovare soldi o qualcosa da rivendere. Senza farsi vedere, Kater apre un barattolo di pomodori pelati e passa all'azione. Si sincronizza con il palazzo, che manifesta il suo volere, fa apparire un vortice nel pavimento della camera da letto, spaventando uno degli impostori. Poi prende in mano un pomodoro e lo schiaccia, facendo venire un infarto all'altro.
Ninja porta Juri a conoscere suo padre, un alcolizzato che in passato non faceva altro che torturarlo. Juri si rende conto di non voler essere così, di non voler scegliere quella strada, di non voler uccidere quel genitore con cui adesso è in conflitto, perciò restituisce il coltello ricevuto in dono. Aiuta infine suo padre in ascensore, ma una volta riuscitovi, si ritrova con la cabina dell'ascensore ferma al piano terra. Quando si volta, si trova di fronte Ninja, che, non gradendo il suo abbandono, lo spinge giù, nel pozzo. Riesce ad aggrapparsi al bordo, ma le porte scorrevoli si rianimano nonostante siano state disattivate, cadendo nel vuoto.

### Echi

#### Trama
Juri è sopravvissuto alla caduta. Suo padre è riuscito a salvarlo e a portarlo in ospedale. Ha un braccio e una caviglia rotti. Intanto Jaschek, ancora scosso per l'incidente in ascensore, viene a sapere da Cleo che c’è una ditta alla ricerca di un ingegnere energetico, e gli consiglia di proporsi per un colloquio. Mentre i due parlano, la casa fa apparire delle farfalline notturne, simili a delle piccole falene, dal condotto di aerazione, e una di queste va a “nascondersi” sotto il colletto del giubbotto del custode-manutentore. 
Mentre il regalo di Kater si “scioglie” sotto il letto di Juri, il marito di Ingrid sniffa la roba venduta da Ninja e compagni. Tornata a casa, la moglie lo trova come al solito sulla poltrona, davanti alla tv. L'anziana inquilina va in cucina, e durante un attacco di tosse si ritrova a sputare sangue. Scherbe intanto è ospite della donna che lo ha soccorso quando era in piena preda dei stupefacenti ed è incatenato con una catena dalla caviglia al termosifone. Ripresosi dopo un po' dalla caduta in ascensore, Juri chiede al padre tutta la verità sulla morte della madre. Si suppone una sua morte per suicidio, ma Jaschek nega. Ciò che è certo, in compenso, è che invece la sua caduta nella tromba dell’ascensore non è stato un incidente: qualcosa o qualcuno l’ha spinto. Loan ruba i soldi dalla cassaforte del mini market e va a parlare con Andrej, ma questi è impegnato con un’altra allieva. Cleo fa un finto colloquio di prova a Jaschek, ma quando arriva la domanda su sua moglie, l’uomo, già nervoso si irrita ancora di più. Alla fine, sotto l’influsso della presenza che ha preso possesso del palazzo, i due finiscono per fare sesso. Intanto Juri disegna Dennis…e il volto di una donna: sua madre. Dal letto a fianco del suo, da dietro la tenda, si sente un rantolo: a quanto pare c’è un’altra paziente. Ingrid, ricoverata dopo che è stata ritrovata a sputare sangue nel suo appartamento e ha appena saputo di non avere speranze di guarigione. Juri va a trovarla e chiede delucidazioni su una vecchia foto che ha trovato quando ha varcato il vecchio cancello abbandonato. È lei a identificare Dennis, il bambino che era sempre solo, perché sua madre non era mai a casa. Successe tutto molti anni fa, pochi anni dopo la costruzione dell’edificio.
Jaschek scopre che il motore della sua auto è ricoperto di melma nera. Riesce comunque ad arrivare in tempo per il colloquio, ma scopre di avere le suole delle scarpe sporche della stessa sostanza. Cleo prepara il pollo al forno, ma a un certo punto squilla il telefono. Dall'altra parte non sembra esserci nessuno…fino a quando non si sente il pianto del piccolo. Pianto che poi sembra provenire proprio dal forno! Sconvolta, la donna estrae la teglia, ma non trova il bambino. Jaschek in bagno cerca invano di pulirsi le scarpe dalla strana melma nera. Si ritrova sotto allucinazioni nel suo stanzino del condominio, senza capire cos'è successo. Cade a terra e sotto di lui si espande una macchia nera.
Juri parla con la paziente ustionata, che gli chiede chi sia la donna che ha ritratto. È sua madre. Il ragazzo vuole sapere se ha tentato suicidarsi, e la risposta è sì. Si chiede poi se tutto ciò che sta vivendo in quell'attimo sia soltanto un'allucinazione. Loan confessa il furto dei soldi al padre, presa dai sensi di colpa, ed egli a fa le valigie, prende la foto della moglie morta, e se ne va, abbandonando la figlia.
Mentre è in dormiveglia, convinto di parlare con la madre, Juri comincia a stare male: la farfalla portata da suo padre, che sulle ali ha l’occhio maledetto, intacca il liquido della sua flebo, facendolo diventare nero. La paziente ustionata, però, lo tocca, e il liquido torna trasparente. Ma quando il ragazzo si sveglia, della signora non c’è traccia. Jaschek riceve una telefonata dall'amministrazione condominiale, che apprezza il lavoro che ha svolto finora.

### Punti ciechi

#### Trama
Juri viene dimesso dall'ospedale. Jaschek installa telecamere di sorveglianza in tutto il condominio e Cleo è sempre più in preda degli allucinogeni causati dalla melma nera. Juri si reca con Loan, rimasta sola dopo l'abbandono del padre, alla ricerca della sala comune condominiale. In quella zona del palazzo, stranamente non segnata sulla cartina, non ci sono telecamere. La porta è stata coperta con della carta da parati, ma i due trovano comunque l’ingresso ed entrano. Dentro non c’è nessuno. Di Dennis non c’è traccia. Sulla bacheca ci sono alcune foto ormai rovinate dal tempo. Sotto la scritta in una di esse, c'è dello spazio vuoto. Juri un’intuizione e va a guardare dentro il frigo dei gelati. All'interno c’è solo sporcizia…ma sul fondo c’è qualcosa… Il ragazzo allunga la mano, e improvvisamente viene inghiottito dall'elettrodomestico, che prova a inglobarlo nella melma nera. Il giovane urla, e intanto Kater, nei sotterranei, sente il suo grido disperato, ma quando infila la testa dentro il buco nero ecco comparire di nuovo il misterioso spazio con dei pianeti. Loan riesce a salvare l’amico. Il pezzo mancante della bacheca coincide: il primo bambino nato lì è Dennis!
Jaschek ha le allucinazioni: perché in cucina c’è sua moglie? Andrej dà lezioni alla figlia di Bjorn, che non sembra idonea al gioco degli scacchi. Poi da solo in bagno, l’uomo parla con sé stesso allo specchio, e questo gli risponde. Evidente anche per lui gli effetti allucinogeni della casa. Cleo prova a far ricordare Scherbe, ma intanto sopraggiunge Kathi, che l’aggredisce. Alla fine è la seconda ad avere la meglio, ma Cleo comunque riesce ad andarsene con le sue gambe. Di nuovo solo, Scherbe sembra avere un’illuminazione, e ordina alla sua carceriera di lasciar andare il biberon e di liberarlo.
Jaschek mostra al figlio i monitor delle relative telecamere. Invita poi il figlio ad installare delle nuove mancanti. Si promette poi di riportare l’ordine in quel posto, è poco ma sicuro. Anche Ingrid è tornata a casa: per lei non c’è davvero niente da fare. Rimasto solo, Juri vede gli appunti del padre, pagine e pagine di scritte, di movimenti, di spostamenti, di nomi. Capisce che anche suo è posseduto. Decide di prendere in mano la situazione cercando di far capire agli altri condomini il pericolo che stanno vivendo per via del possedimento che stanno subendo per via del liquido nero che fuoriesce dalle pareti del condomino. Intanto Jaschek vede ancora Anya, la sua consorte defunta, in corridoio.

### Mene Tekel

#### Trama
Jaschek ha ancora le allucinazioni della moglie defunta e si scusa per non averla salvata, responsabile della sua morte. Juri, Loan e Ninja hanno la stessa visione dell'occhio pulsante e capiscono che esso è l'origine di tutti i problemi, nonché le allucinazioni dovuti al liquido nero che infestano il condominio. La sua forza vitale consiste nel nutrirsi delle angosce e paure degli abitanti che vi risiedono all'interno. Mentre suo padre è interamente posseduto da questo essere, Juri cerca invano di farlo tornare in se tenendogli presente la gravità della situazione, poi si fionda a scoprire la verità e trovare un modo per abbatterlo. Cerca indizi per il palazzo, ma l'essere misterioso lo fa seguire da Kater. Loan intanto trova Andrej impiccato nel suo appartamento. In seguito Juri, Loan e Ninja, danno fuoco al laboratorio dove viene confezionata la droga: è attraverso quella sostanza, infatti, che l’essere che ha preso possesso del palazzo impedendo agli inquilini ogni forma di volontà propria. La melma nera nelle bottigliette brucia, e l’occhio pulsante è irritato, come se provasse dolore. In questo modo non c'è più droga, e il primo ad accorgersene è Scherbe. Juri va da Freke, per scusarsi con lui: non era sé stesso quel giorno, e in effetti era controllato tramite il regalo fattogli da Kater. Quando gli mette l’unguento sulla guancia maciullata, si manifesta l’essere, che costringe Freke a uccidersi da solo, con una coltellata alla gola. A quel punto, Juri chiede aiuto a suo padre, che gli racconta ogni cosa, ma in tutta risposta viene rinchiuso a chiave in camera sua. Da dietro la porta sente il genitore parlare da solo, ma Jaschek in realtà sta parlando con Anya, sua moglie. Il piano della donna, ossia dell'occhio pulsante è eliminare il ragazzo per ristabilire l’ordine.
Kater riceve ordini da quest' ultimo per eliminare il ragazzo. Fingendosi un dottore convince Jaschek a portarlo con se in ospedale. Una volta rimasto senza il figlio, torna di nuovo in se e cerca di chiamare invano l'ospedale per avere notizie di lui. Il telefono purtroppo, è senza linea. Sul tetto dell'ospedale, Kater è intento a uccidere Juri, ma viene salvato da Ninja che lo lancia giù dalla soffitta dell'edificio. 

### Il viaggio di Juri

#### Trama
L'occhio pulsante ha perso il suo fidato Kater, ma ha ancora Jaschek, soggiogato al suo volere. Senza più la roba, i tossici del condominio cominciano a creare scompiglio, arrivando anche a scontrarsi violentemente tra loro. A riportare l’ordine, però, ci pensano Bjorn e i suoi compagni picchiatori, e ovviamente Jaschek, che dal suo stanzino, davanti ai monitor, ordina a tutti gli inquilini di restare chiusi in casa, per via di alcune difficoltà tecniche. Andare in giro per il palazzo secondo lui potrebbe essere pericoloso. Juri, Loan e Ninja scoprono il covo originario dell’essere, cioè l’appartamento di Dennis. La creatura non si trova più lì (o meglio, non si trova primariamente lì), ma riesce comunque a soggiogare, anche se solo per un momento, Juri, che si ritrova catapultato in un altro posto, circondato dalla melma nera e da terrificanti visioni, tra cui sua madre con la faccia mezza sciolta dal calore delle fiamme. Loan e Ninja riescono a fargli tornare i sensi e rinsavirlo. Una volta trovato il covo originario dell'essere, tocca distruggerlo, Ma Jaschek, attraverso i monitor ha osservato tutto e ordina a Bjorn e i picchiatori nono solo di mantenere l'ordine, ma di portargli suo figlio. Gli inquilini vengono portati nella sala comune, compresi Loan e Ninja, mentre Juri, trovato da BJorn e i suoi uomini, è di nuovo al cospetto del padre. Tra i due c'è una diatribe riguardo l'essere che sta soggiogando le persone. secondo Juri va distrutto, il padre frena dicendo che vivendo in quel condominio da troppo tempo, ha un suo equilibrio. Non ha energia sufficiente per lasciare il palazzo e poco importa se la sua sopravvivenza costerà la vita delle persone che vi ci abitano. Scherbe e Cleo sentono sempre più frequenti i pianti del loro figlio perduto, e nell'attesa di riaverlo, decidono il nome da dargli: Toni. Gli inquilini nella sala comune vengono inghiottiti dal liquido nero che fuoriesce dal frigorifero dei gelati. Molti vengono assorbiti. Rischia tra i tanti anche Loan, ma viene salvata da Ninja. Jaschek confessa in un attimo confidenziale la verità sulla morte di sua moglie, ossia la madre di Juri. Si sente il responsabile della sua perdita, ma Juri, lo assolve dicendo che non è stata colpa sua. Il suo perdono libera il padre dal possedimento di quell'essere, e il manutentore si impregna adesso a salvare gli abitanti del condominio facendoli evacuare dal palazzo. Juri non lo segue decidendo di andare incontro all'occhio pulsante. Nello stesso istante, ecco che il piccolo Toni magicamente ricompare nella condotta dell’aria dell’appartamento di Cleo e Scherbe, che, increduli, finalmente possono riabbracciare il loro bambino. Juri incontra finalmente lo strano essere artefice di tanti problemi nel condominio. È un alieno proveniente da un altro mondo che invita il ragazzo ad entrare nel buco che tante volte Kater vi ha sbirciato dentro. E mentre Jachek, Loan, Ninja e gli altri condomini riescono a fuggire dal palazzo, Juri decide di seguire l'alieno dentro al portale tentando inutilmente di fare resistenza.

## Produzione
L'ispirazione per il progetto è in parte biografica. Nel 1984, Kleinert si è trasferito con sua madre in un Plattenbau a Berlino Est.
La miniserie è stata girata nell'estate del 2019 nell'ex ospedale governativo della RDT nel quartiere Buch di Berlino, per l'occasione sono stati ricreati diciassette appartamenti. Il regista si è ispirato al film del 1981 Possession, anch'esso girato a Berlino.